# Ulrika Lovisa Strömberg
Ulrika Lovisa Strömberg, född 1771, död 1836, var en finländsk konstnär. 
Ulrika Lovisa Strömberg var dotter till tobaksfabrikören Tobias Strömberg. 
Hon utförde silhuettbilder och var representerad vid Konstakademiens utställning i Stockholm år 1810.